# Гусева, Ирина Михайловна
Ири́на Миха́йловна Гу́сева (род. 20 мая 1972, Эльтон, Волгоградская область) — российский политический и общественный деятель, депутат Государственной думы ФС РФ VI и VII созыва, член фракции «Единая Россия», первый заместитель председателя комитета по бюджету и налогам (2014—2021).

## Биография
Родилась 20 мая 1972 года в посёлке Эльтон (Палласовский район, Волгоградская область). В 1994 году окончила Волгоградский педагогический институт имени Серафимовича по специальности «Учитель истории и социально-политических дисциплин». После окончания ВУЗа работала учителем истории в школе № 3 рабочего посёлка Средняя Ахтуба, позже стала завучем по воспитательной работе. В 1999 году назначена директором МОУ «Озерская основная общеобразовательная школа» в посёлке Третий Решающий. С 2000 по 2001 годы работала директора МОУ «Среднеахтубинская средняя общеобразовательная школа № 3 имени М. Горького». В 2000 году Ирина Гусева получила специальность «менеджер в социальной сфере». Ранее — в 1998 и 1999 годах — она прошла курсы повышения квалификации по менеджменту.
В 2001 году начала работать в должности председателя комитета по образованию, молодёжной политике и спорту администрации Среднеахтубинского района.

## Волгоградская гордума

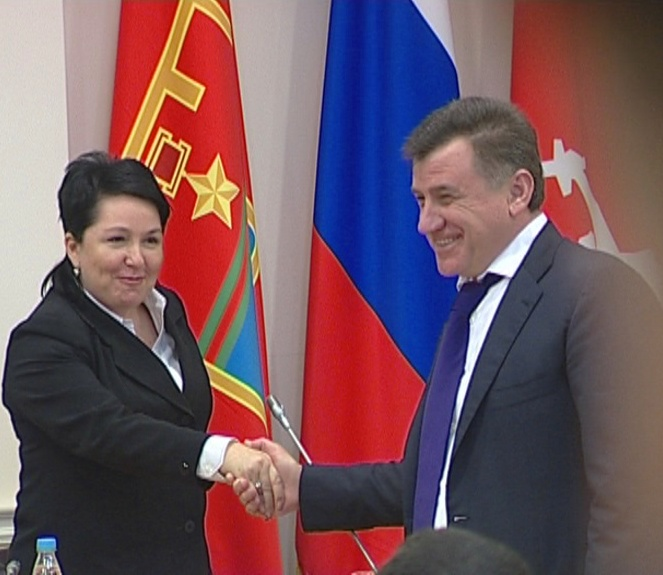
Сергей Боженов поздравляет Ирину Гусеву с вступлением в должность председателя городской думы и главы города

7 декабря 2003 года была избрана депутатом Волгоградской областной Думы от партии «КПРФ». К 2009 году Ирина Гусева изменила политические предпочтения и избралась в Волгоградскую областную Думу уже от партии «Единая Россия» 17 сентября 2013 года досрочно сложила с себя полномочия депутата Областной Думы в связи с избранием депутатом Городской думы Волгограда и последующим избрание её Главой города (Председателем Городской думы).
18 сентября 2013 года, сразу после избрания на пост председателя городской думы Ирина Гусева обратилась к начальнику ГУ МВД по Волгоградской области Александру Кравченко по поводу массового митинга противников фальсификаций на выборах в городскую думу. Гусева, в частности, просила принять необходимые меры реагирования в отношении граждан, «привлечь их к административной и уголовной ответственности, а также обеспечить недопущение повторения подобных мероприятий». При этом, подчеркивает депутат облдумы, встречу депутатов с гражданами Ирина Гусева назвала «незаконным митингом». Однако правоохранительные органы в действиях митингующих не усмотрели нарушений закона, никаких мер к ним принято не было. В письме Ирины Гусевой отсутствуют и ссылки на нарушение конкретными лицами каких-либо норм российского законодательства. По мнению депутата Волгоградской областной думы Николая Паршина, «в данном случае имеет место попытка заинтересованного лица — главы Волгограда И. М. Гусевой с использованием своего должностного положения оказать давление на правоохранительные органы с целью воздействия через них на граждан, которые осмелились высказать депутатам свои сомнения в законности избрания депутатов Волгоградской городской думы V созыва и Гусевой И. М. — в частности».
Во время крупных снегопадов зимы 2013—2014 годов в интернете появились ролики, на которых глава города посещает различные учреждения города, например, аптеки, и под угрозой прекращения предпринимательской деятельности требует от работников таких организаций самостоятельно осуществить уборку снега на прилегающей территории. Уже в феврале 2014 года Центральный районный суд Волгограда признал незаконным решение Волгоградской городской думы № 79/2436 от 16 июля 2013 года «О правилах благоустройства территории городского округа Волгоград», которым на физических и юридических лиц были возложены обязанности по уборке территорий, прилегающих к их земельным участкам.

## Государственная дума

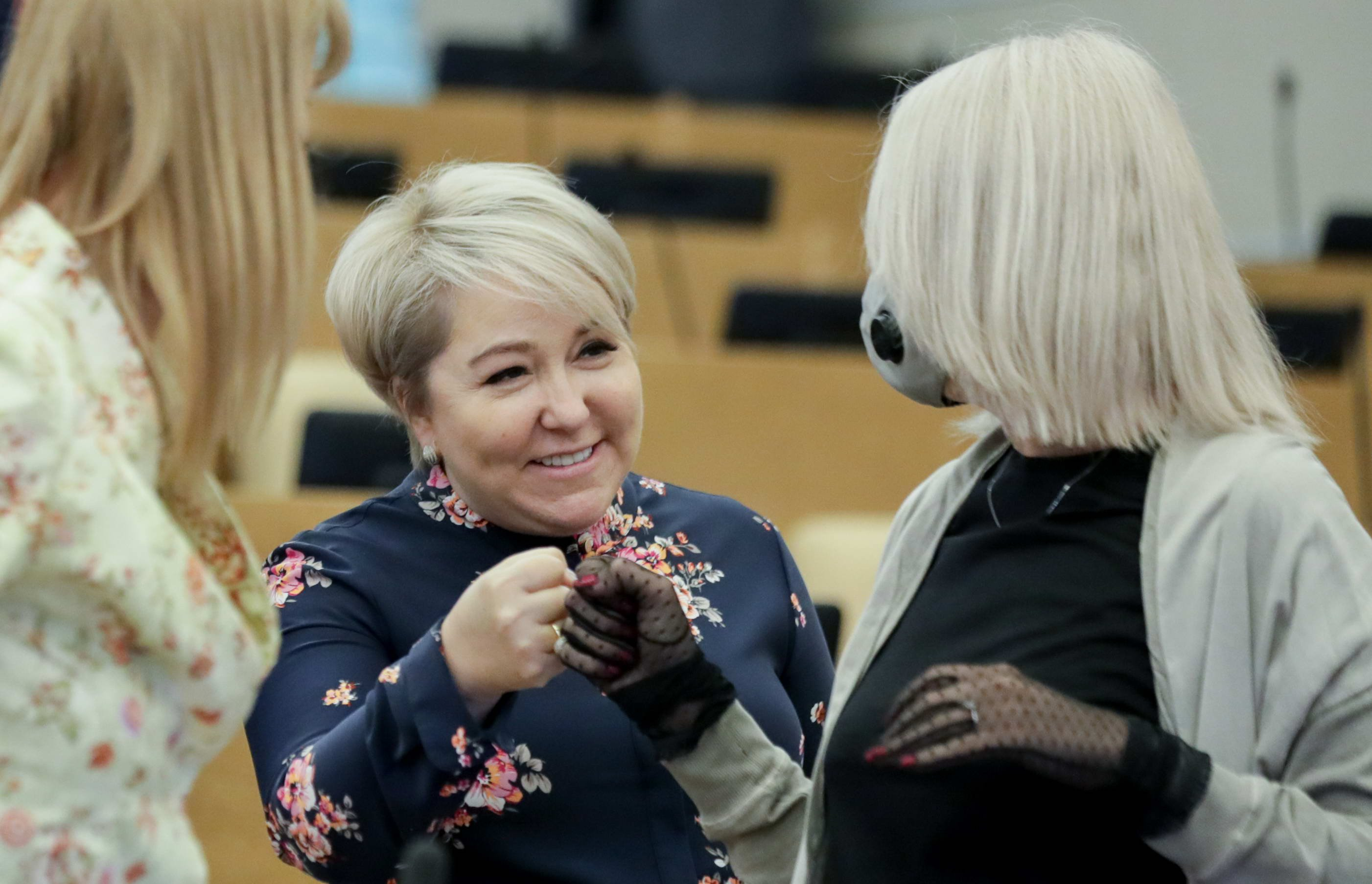
На пленарном заседании в Госдуме, 2021 год

В 2011 году Ирина Гусева участвовала в выборах в Государственную думу РФ VI созыва по списку партии «Единая Россия», но по итогам распределения мест в Думу не прошла. 23 июля 2014 года сложила с себя полномочия Главы города Волгограда года в связи с получением вакантного мандата Дмитрия Конькова, сложившего полномочия депутата Госдумы. Была зарегистрирована депутатом Государственной Думы VI созыва 30 июля 2014 года, вошла во фракцию «Единая Россия».
18 сентября 2016 года избрана депутатом Госдумы РФ VII созыва от «Единой России» по Волжскому одномандатному избирательному округу № 84.
С 2014 по 2019 год, в течение исполнения полномочий депутата Государственной Думы VI и VII созыва, выступила соавтором 209 законодательных инициатив и поправок к проектам федеральных законов.
В 2021 году проиграла электронное предварительное голосование «Единой России» (2021), уступив депутату ГД Олегу Савченко. В выборах кандидатом в депутаты не участвовала.

## Общественная позиция
В 2024 году была доверенным лицом кандидата в президенты России Владимира Путина.

## Санкции
В 2019 году Украина внесла депутата Гусеву в санкционный список. В 2022 году на фоне вторжения России на Украину, включена в новый санкционный список Украины.

## Награды
- нагрудный знак Министерства образования РФ «Почётный работник общего образования Российской Федерации»
- почётным знак Русской православной церкви «Во славу жён-мироносиц»
- звание «Почётный гражданин Палласовского муниципального района»